# Doľany (Levoča)
Doľany es un municipio del distrito de Levoča en la región de Prešov, Eslovaquia, con una población estimada a final del año 2024 de 901 habitantes.
Se encuentra ubicado al suroeste de la región, cerca del río Hernád (cuenca hidrográfica del río Tisza) y de la frontera con la región de Košice.

## Demografía
| Año        | 1994 | 2004     | 2014     | 2024     |
| ---------- | ---- | -------- | -------- | -------- |
| Población  | 274  | 430      | 655      | 901      |
| Diferencia |      | +56,93 % | +52,32 % | +37,55 % |

| Año        | 2023 | 2024    |
| ---------- | ---- | ------- |
| Población  | 865  | 901     |
| Diferencia |      | +4,16 % |